# Glen Hardin

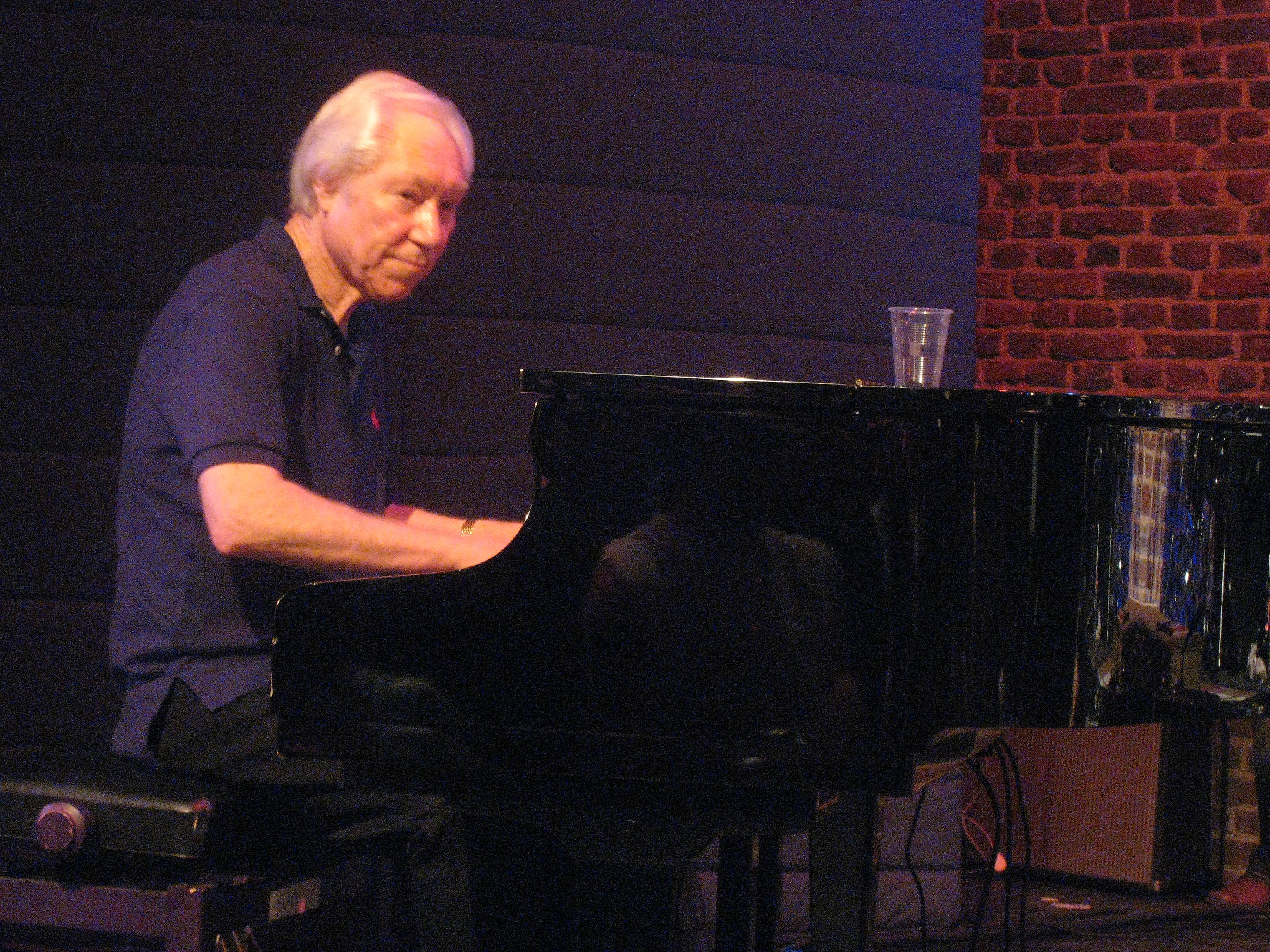
Glen Hardin

Glen D. Hardin (Wellington, Texas, 18 april 1939) is een Amerikaanse pianist, arrangeur en songwriter. Hij heeft opgetreden met bekende artiesten als Elvis Presley, Emmylou Harris, John Denver, Ricky Nelson en vele anderen.

## Carrière
Nadat hij in 1959 het leger verliet, begon Hardin zijn muzikale carrière in Long Beach, Californië. Hij heeft daar van de band van uitgaansgelegenheid de Palomino Club in Hollywood deel uitgemaakt; deze band werd door de Los Angeles Times "Country Music's most important West Coast club" genoemd. De Palomino Club was een ontmoetingsplek voor vele bekende artiesten als Buck Owens, Johnny Cash, Patsy Cline, Linda Ronstadt, Hoyt Axton, Willie Nelson, Merle Haggard en Jerry Lee Lewis.
Kort nadien werd hij lid van de Shindogs. De Shindogs werden vooral bekend door hun televisieserie die van 1964 tot 1966 werd uitgezonden op de Amerikaanse zender ABC. In die periode schreef hij ook vele nummers voor artiesten waaronder Gary Lewis & the Playboys. Ook werd Hardin vaak gevraagd om sessiepianist te zijn tijdens studio-opnames van Dean Martin, Ricky Nelson, Buck Owens, Linda Ronstadt, Kenny Rogers, Johnny Rivers, Merle Haggard, Michael Nesmith (bekend van The Monkees), Waylon Jennings en Dwight Yoakam.

## TCB Band
In 1970 kreeg Hardin een telefoontje van Elvis Presley met de vraag of hij Larry Muhoberac wilde vervangen in de TCB Band (een begeleidingsband van Elvis), samen met James Burton, Jerry Scheff en Ronnie Tutt. Dat deed hij en hier arrangeerde hij veel van Elvis' hits zoals The Wonder Of You, Let It Be Me en I Just Can't Help Believin'. Hij is ook te zien op vele concert-dvd's van Elvis.
Tegenwoordig toert Hardin nog steeds met de TCB Band, voornamelijk in Nederland en Amerika. Ook was en is hij te zien tijdens de tour Elvis: The Concert (vanaf 2010: Elvis Presley in Concert). Hierbij is Elvis op grote schermen te zien en de TCB Band speelt de begeleiding live.
- Bibliothèque nationale de France: cb148392175 (data)
- Gemeinsame Normdatei: 13439786X
- International Standard Name Identifier: 0000 0000 5583 066X
- Library of Congress Control Number: no97018105
- MusicBrainz: 88cbf1ed-3307-4c46-9967-1c057d8808aa
- Virtual International Authority File: 102145970307332252218